# Kazimierz Brodziński
Kazimierz Brodziński (3. srpna 1791, Królówka u Bochni – 10. října 1835, Drážďany) byl polský básník, redaktor, překladatel a literární teoretik, který svým uměleckým dílem i teoretickými výklady razil cestu romantismu v polské literatuře.

## Život

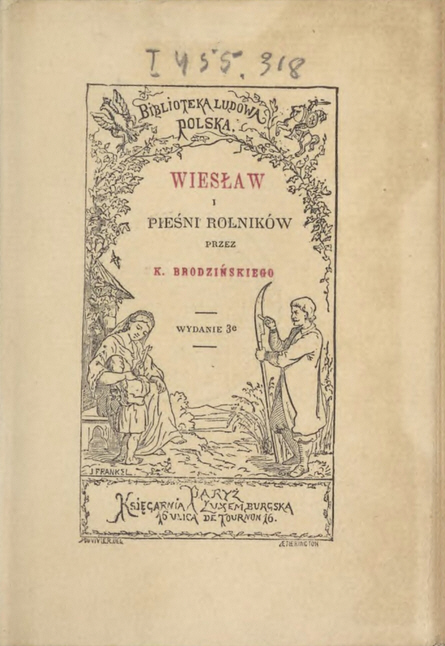
Wiesław i Pieśni rolników, společné vydání z roku 1867

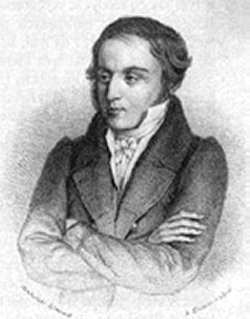
Kazimierz Brodziński kolem roku 1820

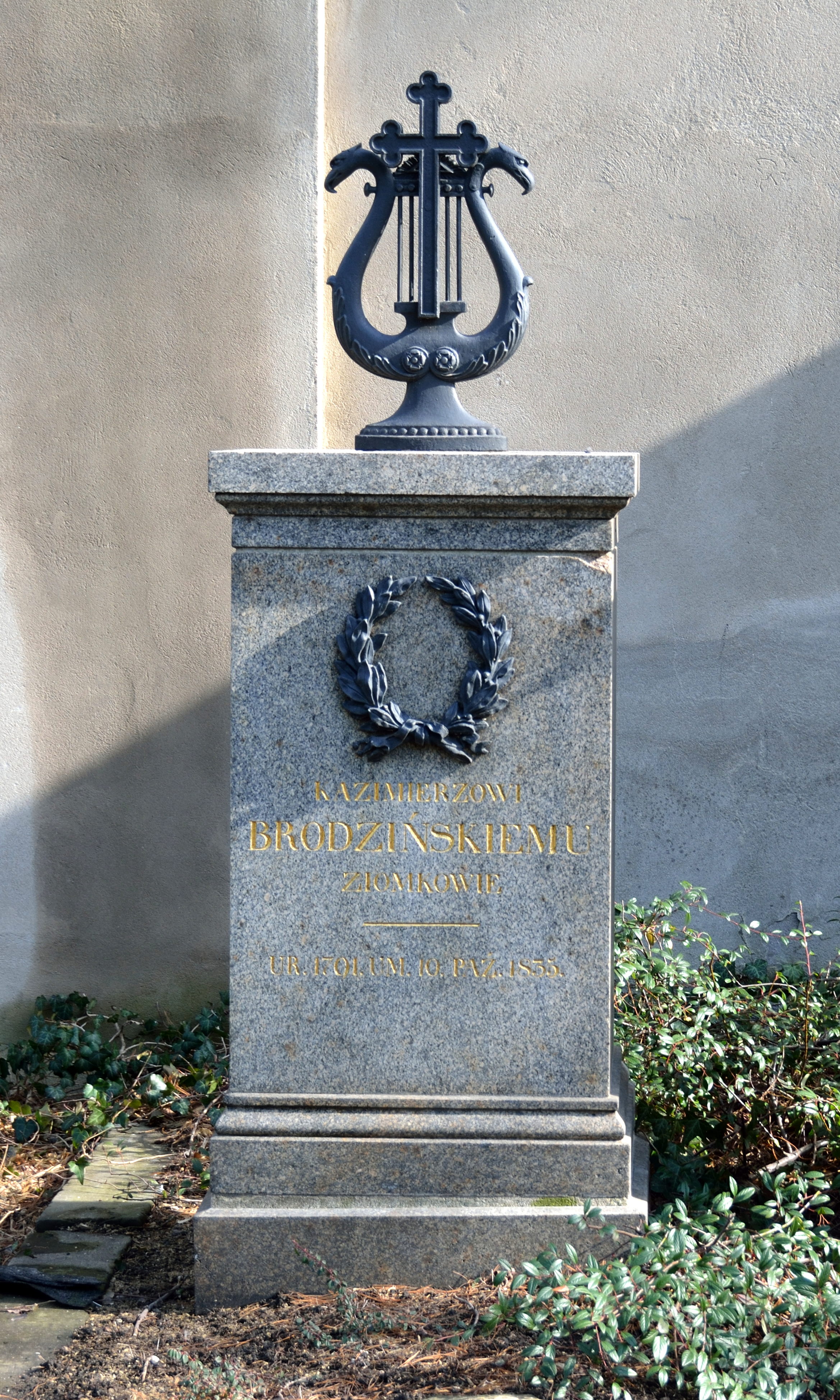
Básníkův hrob v Drážďanech

Pocházel z rodiny zchudlého šlechtice. Vyrůstal v lidovém prostředí a díky svému staršímu bratrovi, básníkovi Andrzejovi Brodzińskému, se začal zajímat o literaturu. Studoval v Tarnově a Krakově a pak v letech 1809–1813 sloužil ve vojsku Varšavského knížectví (nakonec získal hodnost nadporučíka). V bitvě u Lipska byl zraněn a padl do pruského zajetí. Po návratu do vlasti žil od roku 1814 ve Varšavě a pracoval jako úředník v městské správě. Roku 1815 vstoupil do zednářské lóže. Od roku 1816 spolupracoval s vědeckým a literárním měsíčníkem Pamiętnik Warszawski, kde publikoval své odborné práce o literatuře. Rovněž se věnoval překladům, zejména z němčiny a angličtiny. Od roku 1818 působil jako učitel literatury na různých stupních škol a po získání doktorátu z filosofie přednášel od roku 1822 na Varšavské univerzitě estetiku, stylistiku a dějiny literatury. Roku 1823 se stal členem Varšavské učené společnosti.
V letech 1824–1825 cestoval po Evropě a při pobytu v Čechách (léčil se v Karlových Varech) se seznámil s českými obrozenci Františkem Ladislavem Čelakovským a Václavem Hankou, s nimiž jej spojovalo slavjanofilství a zájem o lidovou píseň a ohlasovou poezii. V tomto duchu také vytvářel vlastní básně. Během polského povstání z let 1830–1831 byl editorem povstaleckých novin Kurier Polski a Nowa Polska a pracoval jako generální inspektor škol. Po pádu povstání byl propuštěn ze svých funkcí a žil v Krakově. Roku 1834 se vrátil do Varšavy a do roku 1835 redigoval časopis Magazyn powszechny. Ke konci života se přiklonil k mesianismu, založenému na přesvědčení, že po neúspěšném povstání je osud polského národa vykoupením pro svobodu jiných slovanských národů.
Brodzińského poezie vychází z preromantismu, ale samotný autor byl propagátorem romantismu v polské literatuře. Podle jeho názoru má poezie být idylická, prostá, uměřená a vlastenecká a má vystihovat národního ducha. Za útvar, který splňuje tato kritéria a který vystihuje jeho názory na národní literaturu, považoval selanku z prostředí venkovského života. Podporu svých názorů hledal zejména v esejích Johanna Gottfrieda Herdera. Ve svých teoretických pracích se snažil o kompromis mezi skupinami polských romantiků a stoupenců klasicismu. Do literární vědy vnesl srovnávací metodu, namísto pouhé biografie a bibliografie.
Zemřel roku 1835 v Drážďanech při návratu z léčebného pobytu v Karlových Varech a je pochován na drážďanském Starém katolickém hřbitově.

### Vlastní práce (výběr)
- O klasyczności i romantyczności, tudzież o duchu poezji polskiej (1818, O klasicismu a romantismu, tudíž o duchu polské poezie), časopisecky v Pamiętniku Warszawském, studie snažící se najít kompromis mezi krajními názory skupin polských romantiků a stoupenců klasicismu.
- Pieśni rolników (1818-1820, Písně rolníků), sbírka básní.
- Kalmora (1820), libreto k melodramatu Karola Kurpińského.
- Listy o polskiej literaturze (1820).
- Wiesław, sielanka krakowska (1820, Vjeslav, selanka z okolí krakovského), časopisecky v Pamiętniku Warszawském, milostný příběh Vjeslava a Haliny, zobrazený na pozadí Kościuszkova povstání. Hrdinové idylického vyprávění žijí ve vesnickém prostředí, v idealizovaném světě plném řádu a harmonie, který představuje nedotčenou duši polského národa. Své štěstí nachází v rodině, v sousedském prostředí a v kontaktu s přírodou.
- Pisma (1821), dva svazky, vlastní básně i překlady.
- O kursie krytycznej historii literatury polskie (1821),
- O krytyce (1830), studie.
- O exaltacji i entuzjazmie (1830), studie.

### Překlady (výběr)
- 1818 – James Macpherson: Baraton, duma Osjana.
- 1819 – Franz Grillparzer: Safo.
- 1821 – Walter Scott: Poema ostatniego barda w sześciu pieśniach.
- 1821 – Johann Gottfried Herder: Sfinks.
- 1822 – Johann Wolfgang Goethe: Cierpienia młodego Wertera.
- 1834 – Johann Wolfgang Goethe: Uczeń czarnoksiężnika.

## Hudební adaptace
- Ferdynand Dulken: Wiesław czyli krakowskie wesele: sielanka narodowa w jednym akcie (1870), opereta, libreto Krystyn Ostrowski.[6]

## Česká vydání
- O Koperníku, slavném polském hvězdáři, Praha 1865, přeložil a nákladem vlastním vydal František Jan Jezbera.
- Věslav, selanka z okolí krakovského v pěti zpěvech, Brno 1870, přeložil a nákladem vlastním vydal Jan Soukup.
- Záclona, Praha: Zvěsti 1905, přeložil J. V. Alexander.